# The Man (1972)
The Man (bra: O Presidente Negro) é um filme de drama político americano de 1972 dirigido por Joseph Sargent e estrelado por James Earl Jones. Jones interpreta Douglass Dilman, o presidente pro tempore do Senado dos Estados Unidos, que sucede à presidência através de uma série de eventos imprevisíveis, tornando-se assim o primeiro presidente afro-americano e o primeiro totalmente não eleito. O roteiro, escrito por Rod Serling, é amplamente baseado em The Man, um romance de Irving Wallace. Além de ser o primeiro presidente negro mais de trinta e seis anos antes da ocorrência no mundo real, o fictício Dilman também foi o primeiro presidente não eleito para esse cargo nem para a vice-presidência, prenunciando a elevação no mundo real de Gerald Ford por menos de vinte e cinco meses.

## Enredo
Quando o presidente dos Estados Unidos e o presidente da Câmara dos Representantes são mortos numa cimeira em Frankfurt quando o edifício que os acolhe desabou, o vice-presidente Noah Calvin, sofrendo de uma doença terminal, recusa-se a assumir o cargo de presidente. O secretário de Estado Arthur Eaton corrige um equívoco popular de que ele é o próximo na linha de sucessão, que na verdade é o presidente pro temp Douglass Dilman. Dilman, um homem negro, chega à Casa Branca e é empossado como presidente. A esposa de Eaton, Kay, repreende o marido por não tentar se tornar presidente, mas Eaton garante a ela que assumirá a presidência assim que Dilman se mostrar incapaz de lidar com o cargo.
Eaton e seus conselheiros chegam ao Salão Oval para uma reunião com Dilman, entregando-lhe uma pasta que inclui respostas pré-escritas a perguntas da mídia que apoiam as políticas do presidente anterior. Dilman segue para a sala de imprensa e responde à mídia usando as respostas de Eaton. Porém, quando um repórter acusa Dilman de ser um fantoche, ele descarta a pasta de Eaton e prossegue por iniciativa própria, decidindo tomar suas próprias decisões. Como moderado, Dilman é confrontado por extremistas de ambos os extremos do espectro político devido à sua raça. Robert Wheeler, um jovem negro, é procurado para extradição pelo governo sul-africano por supostamente tentar assassinar o Ministro da Defesa do país. Dilman se oferece para ajudar Wheeler depois que ele afirma que estava em Burundi no momento da tentativa de assassinato.
Um senador chamado Watson apresenta um projeto de lei que exigiria a aprovação do Congresso para qualquer destituição de um membro do gabinete pelo presidente. Embora Eaton não informe Dilman sobre o projeto de lei, ele é informado por um grupo de congressistas negros que se reúne com o presidente para expressar suas preocupações. Posteriormente, Dilman repreendeu Eaton por não chamar sua atenção para o projeto. Watson visita a embaixada da África do Sul em Washington, D.C., onde o embaixador sul-africano lhe mostra uma gravação que prova que Wheeler estava na África do Sul durante a tentativa de assassinato. Depois que a gravação se tornou pública, o escândalo que se seguiu ameaça a presidência de Dilman. Dilman posteriormente obtém a confissão de Wheeler e aprova sua extradição, o que afasta sua filha Wanda. Quando Wheeler chama Dilman de “negro doméstico”, ele responde afirmando que “homens negros não queimam igrejas e matam quatro crianças; eles não caçam um Martin Luther King com mira telescópica. A paixão pode levá-lo às ruas para atirar um tijolo, mas comprar uma arma, plantar um álibi e viajar 5.000 milhas e matar um ser humano é algo incruento, digno da moralidade seletiva de Adolf Eichmann."
Dilman dirige-se aos repórteres na convenção de nomeação presidencial do seu partido, onde Eaton o está agora desafiando abertamente para a nomeação presidencial com o apoio de Watson. O presidente explica que embora algumas pessoas vejam a violência política como a única solução para os problemas actuais, ele continuará a confiar em meios pacíficos. Evitando perguntas sobre o escândalo Wheeler, Dilman garante aos repórteres que vai "lutar como o diabo" contra Eaton para ganhar a indicação. Ao som de "Hail to the Chief", ele é apresentado aos delegados da convenção.

## Elenco
- James Earl Jones como Douglass Dilman
- Martin Balsam como Jim Talley
- Burgess Meredith como Senador Watson
- Lew Ayres como Noah Calvin
- William Windom como Arthur Eaton
- Barbara Rush como Kay Eaton
- Georg Stanford Brown como Robert Wheeler
- Janet MacLachlan como Wanda
- Patric Knowles como Cônsul sul-africano
- Martin E. Brooks como advogado de Wheeler
- Simon Scott como Hugh Gaynor

## Lançamento
The Man foi lançado nos cinemas em 19 de julho de 1972.

## Recepção
O crítico de cinema Vincent Canby, do The New York Times escreveu em sua crítica: "The Man, que estreou ontem no Cinema I Theatre, é a versão cinematográfica triunfantemente curta (93 minutos) do quase interminável romance de Irving Wallace (na verdade, 768 páginas) sobre o primeiro presidente negro dos Estados Unidos [...] Em algum momento, a maioria de nós já viu tetos caírem – em cozinhas, salas de estar, banheiros – geralmente por causa de encanamentos defeituosos. Não tem graça e está sempre uma bagunça, com pó de gesso e tudo. Mas este era obviamente incrível, sendo alto e provavelmente de mármore. É uma indicação da dificuldade que tive em me relacionar com The Man que, durante o resto do filme, que apenas explora os tetos como conveniências melodramáticas, fiquei me perguntando o que realmente aconteceu. Será que ninguém — a CIA ou alguém — havia verificado o palácio? Será que um banheiro vazou? Bem, você conhece aqueles palácios antigos, Jim. Mais ou menos na metade de The Man, percebemos que, à sua maneira involuntária, o filme está muito mais interessado em contemplar a incompetência do que em apresentar quaisquer ideias sobre política, relações raciais, diplomacia internacional, ambição pessoal, coragem ou o que quer que seja. [...] Se The Man fosse um filme melhor, poderia ser ofensivo. Não é bobo e inocente, e quando a banda toca 'Hail to the Chief', provoca uma lágrima idiota. Rod Serling, que escreveu a história e o roteiro, reelaborou e refez o romance original como se fosse um alfaiate remodelando um terno antiquado para se adequar à moda atual, e Joseph Sargent, cuja direção de The Forbin Project eu admirava, garantiu que tudo estivesse em foco."
Em uma entrevista com Greg Braxton do Los Angeles Times publicada em 16 de janeiro de 2009, quatro dias antes de Barack Obama ser empossado como presidente, Jones foi questionado sobre ter retratado o fictício primeiro presidente negro dos Estados Unidos em um filme. Ele respondeu: "Tenho dúvidas sobre isso. Foi feito como um especial de TV. Se soubéssemos que seria lançado como filme, teríamos pedido mais tempo e mais dinheiro para a produção. Lamento isso."